# Mompha selectiformis
Mompha selectiformis é uma espécie de mariposa do gênero Mompha pertencente à família Coleophoridae.